# Парацетамол
Парацетамо́л (лат. Paracetamolum), ацетаминофен (англ. acetaminophen) — действующее вещество, анальгетик и антипиретик (оказывает жаропонижающее действие) из группы анилидов. Белый или белый с кремовым или розовым оттенком кристаллический порошок. Легко растворим в спирте, нерастворим в воде.
Парацетамол не является нестероидным противовоспалительным препаратом, механизм его действия принципиально иной. В отличие от ибупрофена, аспирина и других НПВП, парацетамол воздействует на нервную систему и относится к другой классификационной группе.

## Название
Название «парацетамол» образовано как сокращение от полного названия в химической номенклатуре: пара-ацетиламинофенол.
В англоязычных и русскоязычных источниках парацетамол также называют синонимом «ацетаминофен».
Название «ацетаминофен» образовано как сокращение от полного названия в химической номенклатуре: пара-ацетиламинофенол.

## Общая информация
Парацетамол является основным метаболитом фенацетина с химически близкими ему свойствами. При приёме фенацетина, парацетамол быстро образуется в организме и обусловливает анальгетический эффект. По болеутоляющей активности парацетамол не отличается от фенацетина. Основными преимуществами парацетамола являются меньшая токсичность по сравнению с фенацетином и меньшая способность вызывать образование метгемоглобина.
Парацетамол, при длительном применении, особенно в больших дозах, также может вызывать побочные эффекты, оказывать нефротоксическое и гепатотоксическое действие.
Риски нарушений работы данных органов и систем увеличиваются при одновременном принятии спиртного, поэтому лицам, употребляющим алкоголь, рекомендуется употреблять пониженную дозу парацетамола, а ещё лучше не принимать алкоголь и парацетамол в один день.
Парацетамольная токсичность является основной причиной острой печеночной недостаточности в западном мире и объясняет большинство передозировок лекарств в Соединённых Штатах, Великобритании, Австралии и Новой Зеландии. Согласно данным FDA, в Соединённых Штатах в течение 1990-х годов было зарегистрировано 56 000 посещений отделения неотложной помощи, 26 000 госпитализаций и 458 смертей в год, связанных с передозировками, связанными с ацетаминофеном. В рамках этих оценок непреднамеренная передозировка ацетаминофена составила почти 25 % посещений отделения неотложной помощи, 10 % госпитализаций и 25 % смертей.

## Медицина и педиатрия
Из-за его высокой доступности и относительно высокой токсичности (по сравнению с ибупрофеном и аспирином) существует бо́льшая вероятность передозировок с шансом летального исхода. Смерть наступает в 0,1 % случаев. Без лечения смерть наступает в 4-18 дней. При передозировке возможны нарушения работы печени, кровеносной системы и почек.
В редких случаях возможна смертельно опасная аллергия — анафилактический шок, при появлении её симптомов необходимо вызвать скорую медицинскую помощь.
26.03.2014 Управление по контролю качества пищевых продуктов и лекарственных средств США издало два Federal Register notices с отзывом одобрений продуктов с дозировками более 325 мг на таблетку (и подобное), чтобы те производители, кто ещё добровольно не отозвали продукцию сделали это. Справочник National Health Service указывает, что при менее 50 кг веса у взрослых следует снизить дозу или обратиться к врачу за уточнением.
Парацетамол входит в 16-й (2009), в 23-й (26.07.2023) списки основных лекарственных средств ВОЗ, а также в перечень жизненно необходимых и важнейших лекарственных препаратов РФ за 2011 год.
Включён ВОЗ в 2011 году, наряду с ибупрофеном, в список «WHO Model List of Essential Medicines for Children».
Это наиболее используемый анальгетик и антипиретик в США и Европе. В 2020 он был 118-м наиболее назначаемым лекарством в США с около 5,610,163 рецептов и около 2,717,148 пациентов.
Нозологическая классификация: M15-M19 Артрозы, M25.5 Боль в суставе, M54.3 Ишиас, M79.1 Миалгия, N94.6 Дисменорея неуточненная, R50 Лихорадка неясного происхождения, R51 Головная боль, R52.2 Другая постоянная боль.

### Медицинское использование

#### Лихорадка
Парацетамол используется для снижения температуры у людей всех возрастов. Всемирная организация здравоохранения рекомендует использовать парацетамол для снижения температуры как у взрослых, так и у детей, но только если их температура выше 38,5 °C.
Вопрос об эффективности парацетамола сам по себе у детей с лихорадкой был поставлен под сомнение. Метаанализ показал, что он менее эффективен, чем ибупрофен.
Как сообщает Cochrane, при сравнении эффективности приема ибупрофена или парацетамола в отдельности, применение этих лекарств вместе, вероятно, более эффективно в снижении температуры тела в течение первых четырёх часов после приёма лекарств (доказательства умеренного качества). Однако только в одном испытании оценивали влияние комбинированного лечения на уменьшение дискомфорта или беспокойства и выявили отсутствие различий в сравнении с применением только ибупрофена или парацетамола в отдельности.
Как сообщает Cochrane, на практике ухаживающим лицам часто советуют сначала дать одно лекарство (парацетамол или ибупрофен), и затем, если человек продолжает лихорадить, дать следующую дозу альтернативного средства (парацетамола или ибупрофена, в зависимости от того что человек принял сначала). Применение альтернативного лечения таким способом (последовательно) может быть более эффективным в снижении температуры тела в первые три часа после приёма второй дозы (доказательства низкого качества), а также в уменьшении дискомфорта у человека (доказательства низкого качества).
Как сообщает Cochrane, только в одном исследовании с небольшим количеством участников сравнивали последовательную терапию с комбинированной и не обнаружили преимуществ какого‐либо одного из двух методов лечения (доказательства очень низкого качества).

#### Респираторные заболевания
Применение парацетамола при простуде взрослыми может облегчить заложенность носа и ринорею, но не влияет на боль в горле, недомогание, чихание и кашель.

#### Лечение боли
Парацетамол, вероятно, блокирует у детей химические сообщения о боли в головном мозге.
Парацетамол не эффективен для предотвращения или лечения боли у новорожденных (нет научных доказательств его эффективности).
Имеются данные невысокой достоверности (слабые доказательства), что при быстром внутривенном введении парацетамола (применяется при неотложной помощи) у пациентов снижаются болевые ощущения.

#### Головная боль
По разным данным, парацетамол может быть эффективней ибупрофена у взрослых.
Совместное заявление немецких, австрийских и швейцарских учёных и Немецкого общества неврологии рекомендует использовать парацетамол в сочетании с кофеином в качестве одной из нескольких терапий первой линии для лечения головной боли напряжённости или мигрени. При лечении острой мигрени он превосходит плацебо, при этом 39 % людей испытывают облегчение боли в один час по сравнению с 20 % в контрольной группе.
В настоящее время в России выпускается лекарство с таким сочетанием (парацетамол, кофеин и ацетилсалициловая кислота) под названием Цитрамон.

#### Боли в области живота и таза
По разным данным, парацетамол может быть более эффективным, чем ибупрофен для применения у взрослых.

#### Лечение остеоартрита
Американский колледж ревматологии рекомендует парацетамол в качестве одного из нескольких вариантов лечения людей с болью в области тазобедренного сустава, руки или колена, которая, впрочем, не уменьшается при физической нагрузке и потере веса. Однако обзор 2015 года показал, что он обеспечивает лишь небольшое преимущество при остеоартрите.
Парацетамол может облегчить боль при лёгком артрите, но не влияет на основное воспаление, покраснение и отек сустава. Он обладает анальгетическими свойствами, сравнимыми с таковыми у аспирина, а его противовоспалительные эффекты слабее.
При сравнении пользы и вреда от нестероидных противовоспалительных препаратов и парацетамола для лечения ревматоидного артрита однозначных результатов не было получено. Незначительное предпочтение исследователей и пациентов с ревматоидным артритом в данном эксперименте было отдано нестероидным противовоспалительным средствам, а не парацетамолу.
Текущие клинические руководства постоянно рекомендуют парацетамол в качестве обезболивающего препарата первой линии при остеоартрите тазобедренного или коленного сустава, учитывая его низкую абсолютную частоту существенного вреда. Однако результаты требуют пересмотра этих рекомендаций.

#### Лечение боли в пояснице
Основываясь на систематическом обзоре, парацетамол рекомендуется Американским обществом боли в качестве лечения первой линии при болях в пояснице. Напротив, Американский колледж врачей нашёл хорошие доказательства для НПВП, но только для парацетамола, в то время как другие систематические обзоры пришли к выводу, что доказательств его эффективности недостаточно.

#### Послеоперационная боль
Парацетамол в сочетании с НПВС может быть более эффективным для лечения послеоперационной боли, чем только парацетамол или НПВС.

#### Использование в стоматологии
НПВС, такие как ибупрофен, напроксен, диклофенак, более эффективны, чем парацетамол, для борьбы с зубной болью или болью, возникающей в результате стоматологических процедур; комбинации НПВС и парацетамола более эффективны, чем применение по отдельности. Парацетамол особенно полезен, когда НПВС противопоказаны из-за гиперчувствительности или проблем с язвой желудочно-кишечного тракта или кровотечения ЖКТ. Его также можно использовать в сочетании с НПВС, когда они неэффективны в борьбе с зубной болью. Систематический обзор предоперационных анальгетиков для дополнительного обезболивания у детей и подростков показывает отсутствие преимуществ при приёме парацетамола перед лечением зубов, чтобы помочь уменьшить боль после лечебных процедур под местной анестезией, однако качество доказательств низкое.

#### Другое применение
Эффективность парацетамола при использовании в сочетании со слабыми опиоидами (такими как кодеин) улучшилась примерно у 50 % людей, но при этом увеличилось число побочных эффектов. Комбинация препаратов парацетамола и сильных опиоидов, такие как морфин, улучшают анальгетический эффект.
Комбинация парацетамола с кофеином превосходит только парацетамол для лечения общих болевых состояний, включая зубную боль, послеродовую боль и головную боль.
Было обнаружено, что и парацетамол, и ибупрофен, при использовании их по отдельности, были более эффективными, чем фиктивное лекарство (плацебо), в облегчении боли в ушах через 48 часов (у 25 % детей, получавших фиктивное лекарство, была остаточная боль через 48 часов, по сравнению с 10 % в группе парацетамола и 7 % в группе ибупрофена). Не было значимых различий в неблагоприятных событиях, о которых сообщали в испытаниях, между детьми, которых лечили либо парацетамолом, либо ибупрофеном, либо фиктивным лекарством (плацебо), но эти результаты следует интерпретировать с осторожностью, учитывая малое число участников и небольшую частоту неблагоприятных эффектов.

#### Лечение открытого артериального протока
Парацетамол используется для лечения открытого артериального протока, который может иметься у новорождённых, когда кровеносный сосуд, используемый при развитии лёгких, не зарастается, как обычно, но доказательств безопасности и эффективности парацетамола для этой цели не хватает. Также использовались нестероидные противовоспалительные препараты (НПВС), особенно индометацин и ибупрофен, но доказательства их применения также невелики. Это заращение протока, по-видимому, частично вызвано сверхактивным простагландином E2 (PGE2), сигнализирующим в основном через его рецептор ЕР4, но, возможно, также через рецепторы рецептора ЕР2 и рецепторы ЕР3.
По данным Cochrane, из-за сообщений о возможной взаимосвязи между дородовым применением парацетамола и развитием аутизма или расстройств аутистического спектра в детстве и задержкой речевого развития у девочек, период наблюдения в любых исследованиях парацетамола у новорождённых должен быть не менее 18—24 месяцев после рождения.

### Дозировка
В 2011 году Управление по контролю качества пищевых продуктов и лекарственных средств США постановило ограничить дозировку парацетамола в рецептурных препаратах до 325 мг на одну единицу лекарства. С 2014 года производство и продажа рецептурных препаратов с содержанием парацетамола более 325 мг на единицу препарата, запрещены в США.
Максимальная суточная доза, рекомендованная Управлением — 4 грамма.
В 2019 году Австралийская администрация лекарственных средств выпустила рекомендации по применению парацетомола: 500—1000 мг каждые 4-6 часов для взрослых, до 4 грамм в любые 24 часа, 15 мг на килограмм веса в возрасте 1 месяц — 12 лет.
Национальная служба здравоохранения Великобритании приводит такие суточные дозировки парацетамола для детей: до 4 раз по 250 мг от 6 до 7 лет; до 4 раз по 375 мг от 8 до 9 лет; до 4 раз по 500 мг от 10 до 11 лет; до 4 раз по 750 мг от 12 до 15 лет, до 4 раз по 1 г от 16 до 17 лет. Для взрослых (в том числе беременных и кормящих грудью) дозировка ограничена 4-мя приёмами по 1 г. Интервал между приёмами для всех возрастных групп не менее 4 часов.

### Длительное использование
Парацетамол безопасен для взрослых даже при длительном использовании, но при соблюдении дозировок.

### Задержка действия и длительность эффекта
Задержка до 1 часа у взрослых. Действует 5 часов у взрослых.
С таблетками и сиропами задержка до 30 минут у детей. У суппозиториев задержка 60 минут у детей.

### Побочные эффекты
Справочник National Health Service указывает, что побочные эффекты у взрослых очень редки при соблюдении дозировок.
Парацетамол метаболизируется печенью и гепатотоксичен; побочные эффекты усиливаются в сочетании с алкогольными напитками и, скорее всего, у хронических алкоголиков или людей с повреждением печени. Также есть предположение о риске развития осложнений верхних желудочно-кишечных отделов, в частности, риск желудочных кровотечений при постоянном приёме высоких доз препарата, поскольку парацетамол действует угнетающе на 5 факторов свёртывания крови.. Повреждение почек наблюдалось в редких случаях, преимущественно при передозировке.
Британский регулирующий орган в сфере здоровья и медикаментов (англ. Medicines and Healthcare products Regulatory Agency) выразил озабоченность по поводу толкования данных в исследованиях, посвящённых влиянию парацетамола на астму и экзему и предлагает следующие советы для медработников, родителей и опекунов: «Результаты этого нового исследования не влекут каких-либо изменений в текущем руководстве для применения у детей. Доводов из этого исследования недостаточно для изменения руководства в отношении использования жаропонижающих средств у детей».
Учёными из университета Огайо было установлено, что приём парацетамола ослабляет испытываемый человеком эмоциональный отклик. Из 82 человек, рассматривавших набор фотографий спустя час после приёма таблетки, уровень эмоциональности снимков по 10-балльной шкале, оценённый испытуемыми, принявшими парацетамол, составил в среднем 5,85, в то время как аналогичное значение в контрольной группе, принявшей плацебо, равнялось 6,76. Более ранние исследования канадских учёных показали сходный результат.

#### Гепатотоксичность
Одно из побочных действий парацетамола — гепатотоксичность, повреждение печени вплоть до смертельного исхода. По статистике США, среди отказов печени в 48 % случаев виновата передозировка парацетамола. Ежегодно 30 тысяч человек госпитализируются после передозировки парацетамола, из них около половины отравились, не осознавая этого. У таких больных проводится трансплантация печени, но в 28 % случаев пересадок пациент всё равно умирает. Данных по России нет.
13.01.2011 Управление по контролю за продуктами и лекарствами США запустило государственную образовательную программу, которая поможет избежать передозировки, предупреждая: «Ацетаминофен может вызвать серьёзное повреждение печени, если применяется в дозах, превышающих указанные на упаковке». В предупреждении о безопасности 2011 года FDA немедленно потребовало от производителей обновить этикетки всех рецептурных комбинаций ацетаминофена, чтобы предупредить о потенциальном риске тяжелого поражения печени, и запретило препараты, содержащие более 325 мг ацетаминофена в одной дозе. Передозировки часто связаны с использованием допинговых опиоидов с высокой дозой, поскольку эти опиоиды чаще всего сочетаются с ацетаминофеном.
Парацетамольная токсичность является основной причиной острой печеночной недостаточности в западном мире и объясняет большинство передозировок лекарств в Соединённых Штатах, Великобритании, Австралии и Новой Зеландии. Согласно данным FDA, в Соединённых Штатах в течение 1990-х годов было зарегистрировано 56 000 посещений отделения неотложной помощи, 26 000 госпитализаций и 458 смертей в год, связанных с передозировками, связанными с ацетаминофеном. В рамках этих оценок непреднамеренная передозировка ацетаминофена составила почти 25 % посещений отделения неотложной помощи, 10 % госпитализаций и 25 % смертей.

#### Анафилактический шок
Справочник National Health Service указывает, что редко возможна смертельно опасная аллергия анафилактический шок и советуют вызывать скорую при симптомах. Редкие случаи.

#### Другие гиперчувствительности
Редкие случаи.

#### Синдром Стивенса — Джонсона
2.08.2013 Управление по контролю за продуктами и лекарствами США выпустило новое предупреждение о парацетамоле. Оно заявило, что препарат может вызывать редкие и, возможно, фатальные кожные реакции, такие как синдром Стивенса — Джонсона и токсический эпидермальный некролиз. Продукты, требующие рецепта, должны будут содержать предупреждающую этикетку о реакциях на кожу, а FDA настоятельно призывает производителей делать то же самое с продуктами без рецепта.
Анализ French system of drug surveillance (pharmacovigilance system) базы данных с января 2002 по декабрь 2013 в 2018 не выявил риска таких осложнений в рамках этой базы.

#### Синдром Лайелла
2.08.2013 Управление по контролю за продуктами и лекарствами США выпустило новое предупреждение о парацетамоле. Оно заявило, что препарат может вызывать редкие и, возможно, фатальные кожные реакции, такие как синдром Стивенса — Джонсона и токсический эпидермальный некролиз. Продукты, требующие рецепта, должны будут содержать предупреждающую этикетку о реакциях на кожу, а FDA настоятельно призывает производителей делать то же самое с продуктами без рецепта.
Анализ French system of drug surveillance (pharmacovigilance system) базы данных с января 2002 по декабрь 2013 в 2018 не выявил риска таких осложнений в рамках этой базы.

#### Астма
В исследованиях была выявлена небольшая связь между приёмом парацетамола беременными и младенцами с развитием астмы в более старшем возрасте. По состоянию на 2017 год неизвестно, является ли эта связь причинно-следственной. Имеются также данные, что обнаруженная в 2017 году корреляция — артефакт статистической обработки данных и не является причинно-следственной связью. В 2014 году установлено, что среди детей эта связь исчезла при учёте респираторных инфекций.
Начиная с 2014 года Американская академия педиатрии и Национальный институт здравоохранения и ухода за больными (NICE) продолжают рекомендовать парацетамол для боли и дискомфорта у детей, но некоторые эксперты рекомендовали, чтобы использование парацетамола у детей с астмой или при риске развития астмы следует избегать.

#### Другие факторы
В отличие от аспирина, парацетамол не предотвращает свёртывание крови (это не антитромбоцитарный препарат) и, следовательно, может использоваться у людей, у которых есть проблемы с свёртыванием крови. Кроме того, он не вызывает раздражения желудка. Однако парацетамол не помогает уменьшить воспаление, как аспирин. По сравнению с ибупрофеном, чьи побочные эффекты могут включать диарею, рвоту и абдоминальную боль, парацетамол имеет меньше побочных эффектов желудочно-кишечного тракта. В отличие от аспирина, парацетамол обычно считается безопасным для детей, так как он не связан с риском синдрома Райя у детей с вирусными заболеваниями. Если принимать рекреационно с опиоидами, имеются слабые данные, свидетельствующие о том, что это может привести к потере слуха.

#### Передозировка парацетамола
Одномоментный приём парацетамола в дозе более 10 г у взрослых или более 140 мг/кг у детей ведёт к отравлению, сопровождающемуся тяжёлым поражением печени. Причина — истощение запасов глутатиона и накопление промежуточных продуктов метаболизма парацетамола, обладающих гепатотоксическим действием. Подобная картина может наблюдаться и при приёме обычных доз препарата в случае сопутствующего применения индукторов ферментов цитохрома Р-450 и у алкоголиков, а также у лиц, систематически употребляющих алкоголь (для мужчин — ежедневный приём свыше 700 мл пива или 200 мл вина, для женщин — дозы в 2 раза меньше), особенно, если приём парацетамола произошёл через короткий промежуток времени после употребления алкоголя.
Имеются данные, что тяжёлая гепатотоксичность у взрослых может развиться уже при разовой дозе 7,5 г парацетамола.
При интоксикации парацетамолом необходимо иметь в виду, что форсированный диурез малоэффективен и даже опасен, перитонеальный диализ и гемодиализ неэффективны. Ни в коем случае нельзя применять антигистаминные препараты, глюкокортикоиды, фенобарбитал и этакриновую кислоту, которые могут оказать индуцирующее влияние на ферментные системы цитохрома Р-450 и усилить образование гепатотоксичных метаболитов.
Неконтролируемая передозировка парацетамола приводит к длительной болезни. Признаки и симптомы токсичности парацетамола могут первоначально отсутствовать или могут иметься неспецифические симптомы. Первые симптомы передозировки обычно начинаются через несколько часов после приёма внутрь, с тошнотой, рвотой, потоотделением и болью, когда начинается острая печёночная недостаточность. Одним из ранних симптомов отравления (спустя 15 часов и на протяжении 2-х — 3-х суток) может быть боль в мышцах высокой интенсивности, вероятно потому, что парацетамол обладает хорошей способностью проникать в ткани, накапливаться в них, и в чрезмерном количестве действует раздражающе. Возможным поздним специфическим признаком перенесённой интоксикации, является тиннитус. Люди, находящиеся под действием передозировки парацетамола, не засыпают и не теряют сознание. Большинство людей, которые пытаются совершить самоубийство посредством парацетамола, ошибочно полагают, что они потеряют сознание от лекарства.
Гепатотоксичность парацетамола на сегодняшний день является наиболее распространённой причиной острой печеночной недостаточности как в Соединённых Штатах, так и в Соединённом Королевстве. Передозировка парацетамола приводит к большему количеству звонков в центры контроля токсинов в США, чем передозировка любого другого фармакологического вещества. Токсичен не сам парацетамол, но образующийся на одном из этапов его метаболизма хинон.
Неконтролируемая передозировка может привести к печёночной недостаточности и смерти в течение нескольких дней. Лечение направлено на удаление парацетамола из организма и пополнение глутатиона. Активированный уголь можно использовать для уменьшения абсорбции парацетамола, если человек приходит в больницу вскоре после передозировки. В то время как антидот, ацетилцистеин (также называемый N-ацетилцистеин или NAC), действует как предшественник глутатиона, помогая организму регенерировать достаточно, чтобы предотвратить или, по крайней мере, уменьшить возможное повреждение печени, часто требуется пересадка печени, если повреждение печени становится тяжёлым.
Из видов лечения, направленных на удаление токсичных продуктов парацетамола, ацетилцистеин, вероятно, может уменьшить частоту поражения печени от отравления парацетамолом. Кроме того, он имеет меньше побочных эффектов, чем другие антидоты, такие как димеркапрол и цистеамин; его преимущество над метионином было неясным. Ацетилцистеин следует назначать людям с отравлением парацетамолом при риске повреждения печени, риск зависит от принятой дозы, времени приёма пищи и данных лабораторных исследований.
В наиболее поздних клинических испытаниях рассматривали способы снижения частоты побочных эффектов с помощью внутривенного введения ацетилцистеина, изменив способ введения. Эти клинические испытания показали, что при использовании более медленной инфузии и низкой начальной дозы ацетилцистеина может быть уменьшена доля таких побочных эффектов, как тошнота, рвота, а также аллергия (нежелательные реакции организма на лекарство, такие как сыпь).

#### Рак
В некоторых исследованиях обнаружена связь между парацетамолом и небольшим увеличением риска рака почки, но нет влияния на риск рака мочевого пузыря.

### Другие темы

#### Кормление грудью
Справочник National Health Service одобряет дозу до 500 мг для кормящих грудью.

#### Противовоспалительное средство или нет
В 3-м (за 2011 год), 8-м (за 2021 год) и 9-м (26.07.2023) списках наиболее основных лекарств для детей от ООН не рекомендуется противовоспалительное использование так как эффект не является доказанным.
Справочник Видаль «Лекарственные препараты в России» указывает почти полное отсутствие противовоспалительного эффекта.
Некоторые инструкции указывают: не проявляет противовоспалительного эффекта.
Некоторые авторы указывают жаропонижающее и противовоспалительное действие.

### Спорные темы

#### Алкоголь
Алкоголь во время лечения не рекомендуется. Риски нарушений работы данных органов и систем увеличиваются при одновременном принятии спиртного, поэтому лицам, употребляющим алкоголь, рекомендуется употреблять пониженную дозу парацетамола, а ещё лучше не принимать алкоголь и парацетамол в один день.
В принципе не вызывает сильных побочных эффектов (хотя есть исключения) употребление не более 1225 мл. вина в неделю (то есть 175 мл. каждый день), при приеме парацетамола.

#### Беременность
65-70 % женщин в США принимали парацетамол во время беременности.
NHS указывает, что парацетамол это первое обезболивающее при беременности, которое не вредит плоду.
Справки от UK Teratology Information Service характеризуют как не имеющий заметных очевидных проблем или безвредный во многих аспектах.
Приём парацетамола одновременно с аспирином или ибупрофеном во время беременности до 16 раз повышает риск нарушений развития половых органов у новорождённых мальчиков в виде крипторхизма.
На 2010 год в когортных исследованиях не было выявлено заметное увеличение врождённых пороков развития, связанных с использованием парацетамола во время беременности. По данным на 1981 год парацетамол не влияет на закрытие артериального протока плода в отличие от ацетилсалициловой кислоты.
Использование парацетамола у матери во время беременности связано с повышенным риском развития астмы у детей. На 2014 год замечена корреляция с увеличением СДВГ, но оставалось неясным, является ли она причинно-следственной связью. На 2015 год парацетамол оставался рекомендуемым лекарством первой линии от боли и лихорадки во время беременности несмотря на эти проблемы.
Согласно FDA Drug Safety Communication 2015—2016 годов от Food and Drug Administration (США), меlbцинских исследований недостаточно, чтобы давать рекомендации.
Согласно FDA Drug Safety Communication 2015—2016 годов, исселование 2014 года о связи парацетомола и синдрома дефицита внимания и гиперактивности у детей содержали методические изъяны, делающие исследование трудным к интерпретации.
Справка drugs.com характеризует парацетомол как не имеющего явных негативных явлений. При этом они ссылаются в том числе на FDA Drug Safety Communication 2015—2016 годов.

#### Онкологические боли
Не было обнаружено доказательств, что применение только парацетамола влияет на интенсивность боли. Не обнаружено доказательств того, что применение парацетамола в комбинации с морфиноподобными лекарствами эффективнее, чем применение только морфиноподобных лекарств. Применение парацетамола не приводило к улучшению качества жизни. Выводы о побочных эффектах отсутствовали. Объём информации и различия в представлении результатов исследований свидетельствуют о том, что никакие выводы не могут быть сделаны. Качество доказательств было очень низким.

## Показания к применению
Лихорадочный синдром на фоне инфекционных заболеваний, болевой синдром (слабой и умеренной выраженности): артралгия, миалгия, невралгия, мигрень, зубная и головная боль, альгодисменорея. Предназначен для симптоматической терапии, уменьшения боли и воспаления на момент использования, на прогрессирование заболевания не влияет.
Парацетамол активно применяется для снижения температуры при лихорадке и для облегчения различных болевых состояний, таких как головная боль, зубная боль, мышечные боли, боли при ОРВИ или гриппе, мигрень и другие состояния, требующие обезболивания или снижения температуры.

## Противопоказания к применению
Возраст до 2 месяцев. Кроме случаев, предписанных врачом.

### Другие
Гиперчувствительность, нарушение функций почек и печени, алкоголизм, детский возраст (до 6 лет).
Полное или неполное сочетание бронхиальной астмы, рецидивирующего полипоза носа и околоносовых пазух и непереносимости ацетилсалициловой кислоты или других НПВП (в том числе в анамнезе).
Прогрессирующие заболевания почек, тяжёлая почечная недостаточность (клиренс креатинина менее 30 мл/мин.), активное желудочно-кишечное кровотечение, воспалительные заболевания желудочно-кишечного тракта, тяжёлая печёночная недостаточность или активное заболевание печени, состояние после проведения аортокоронарного шунтирования, подтверждённая гиперкалиемия, период новорождённости (до 1 мес.), беременность (третий триместр).

## Физические свойства
Парацетамол — белый или белый с кремовым или розовым оттенком кристаллический порошок. Легко растворим в спирте, нерастворим в воде.
Растворимость парацетамола г/100 г растворителя: вода — 1,4; кипящая вода — 5; этанол — 14,4; хлороформ — 2; ацетон — растворим; диэтиловый эфир — слегка растворим; бензол — нерастворим.

## Регулирование продажи, продукции
13.01.2011 Управление по контролю за продуктами и лекарствами США запустило государственную образовательную программу, которая поможет избежать передозировки, предупреждая: «Ацетаминофен может вызвать серьёзное повреждение печени, если применяется в дозах, превышающих указанные на упаковке». В предупреждении о безопасности 2011 года FDA немедленно потребовало от производителей обновить этикетки всех рецептурных комбинаций ацетаминофена, чтобы предупредить о потенциальном риске тяжелого поражения печени, и запретило препараты, содержащие более 325 мг ацетаминофена в одной дозе.
02.08.2013 Управление по контролю за продуктами и лекарствами США выпустило новое предупреждение о парацетамоле. Оно заявило, что препарат может вызывать редкие и, возможно, фатальные кожные реакции, такие как синдром Стивенса — Джонсона и токсический эпидермальный некролиз. Продукты, требующие рецепта, должны будут содержать предупреждающую этикетку о реакциях на кожу, а FDA настоятельно призывает производителей делать то же самое с продуктами без рецепта.
26.03.2014 Управление по контролю за продуктами и лекарствами США издало два Federal Register notices с отзывом одобрений продуктов с дозировками более 325 мг на таблетку (и подобное), чтобы те производители, кто ещё добровольно не отозвали продукцию сделали это.
03.05.2023 Из-за передозировок парацетамолом в Австралии австралийский регулятор Therapeutic Goods Administration (TGA) издал Notice of final decision to amend (or not amend) the current Poisons Standard — ACMS #40, ACCS #34, Joint ACMS-ACCS #32 . 50 из 225 госпитализированных умирают каждый год в Австралии из-за передозировок парацетамолом. Вступает в силу с 01.02.2025. Снижены ограничения с 20 до 16 таблеток или капсул для general sale (супермаркетов и магазинов у дома), до 50 таблеток или капсул в аптеках без фармацевта, до 100 таблеток или капсул с фармацевтами.

## Бренды, торговые марки по странам (продукция)
Парацетамол содержится более чем в 500 препаратах, отпускаемых как по рецепту, так и без рецепта.
| Лекарственная форма                | Способ введения | Количество действующего вещества | Количество компонент | Торговые марки                                                                           | Продукция | Штрих-код EAN-13 |
| ---------------------------------- | --------------- | -------------------------------- | -------------------- | ---------------------------------------------------------------------------------------- | --------- | ---------------- |
| таблетки                           |                 | 200, 325, 500 мг                 |                      | распространённая форма                                                                   |           |                  |
| капсулы                            |                 | 325, 500 мг                      |                      | распространённая форма                                                                   |           |                  |
| суппозитории ректальные            |                 | 50, 100, 125, 250, 500 мг        |                      | распространённая форма                                                                   |           |                  |
| раствор для инфузий                |                 | 10 мг/мл                         |                      | «Перфалган»                                                                              |           |                  |
| сироп[уточнить]                    |                 | 30 мг/мл                         |                      | «Эффералган Детский», «Панадол Беби»                                                     |           |                  |
| суспензия для приёма внутрь        |                 | 24 мг/мл                         |                      | «Далерон», «Панадол Беби», «Калпол», «Парацетамол детский», «Проходол детский»           |           |                  |
| таблетки, покрытые оболочкой       |                 | 325, 500 мг                      |                      | «Панадол», «Панадол Экстра»                                                              |           |                  |
| таблетки растворимые               |                 | 500 мг                           |                      | «Панадол», «Панадол Экстра», «Парацетамол-Хемофарм», «Флютабс», «Эффералган», «Триган Д» |           |                  |
| порошок для приготовления раствора |                 | 325, 500, 650, 750 мг            |                      | «Терафлю», «Лемсип», «Фервекс»                                                           |           |                  |

Ацетофен, Цефекон Д, Тайленол.
Государственная регистрация отменена у Стримола.

## Ветеринария

### Кошки
Кошкам нельзя давать парацетамол ни при каких обстоятельствах. Парацетамол чрезвычайно токсичен для кошек, поскольку у них нет фермента UGT1, под действием которого он распадается на безопасные составляющие. Первоначальные симптомы включают рвоту, слюноотделение и обесцвечивание языка и десен.
В отличие от передозировки у людей, повреждение печени редко является причиной смерти; вместо этого образование метгемоглобина и производство тел Хайнца в эритроцитах препятствуют переносу кислорода кровью, вызывая удушье (метгемоглобию и гемолитическую анемию).
Лечение N-ацетилцистеином, метиленовым синим или применение комбинации иногда эффективны после приёма небольших доз парацетамола.

### Собаки
Несмотря на то, что парацетамол, как считается, не оказывает существенного противовоспалительного действия, тем не менее некоторые исследования показывают, что парацетамол обладает такой же, как и у аспирина, эффективностью при лечении мышечно-скелетных болей у собак.
Сочетание парацетамола с кодеином (торговое наименование Pardale-V), лицензированное для лечения собак, продаётся для использования под наблюдением ветеринара, фармацевта или другого квалифицированного лица. Его следует давать собакам только в соответствии с рекомендацией ветеринара и с особой осторожностью.
Основным последствием интоксикации парацетамолом у собак является повреждение печени, также есть случаи изъязвления ЖКТ. Против интоксикации может быть применён N-ацетилцистеин, однако эффект от его приёма наиболее высок, если его использовать в первые два часа после того, как животное проглотило парацетамол.

## Контроль численности популяции

### Змеи
Парацетамол также смертелен для змей и поэтому был предложен в качестве программы химического контроля для инвазивной коричневой бойги (Boiga irregularis) в Гуаме. Для уничтожения змей дозы по 80 мг помещаются в мертвых мышей, разбрасываемых с вертолёта.

## Производство

### Синтез парацетамола изп-нитрозофенола II
1. Патент RU 2461543 (2011), (C1).
2. Патент RU 2495865 (2012), (C1).

### Таблетки
1. Патент «Способ получения таблеток парацетамола[ общей массой 500 мг.]» (RU 2 068 689 C1). Авторы: Москвичев Б. В., Иванова Г. П., Таратина Т. М., Климашина М. М., Григорьев М. И.. Заявка подана: 1992-09-24. Публикация: 1996-11-10.

## История открытия
Ацетанилид был первым производным анилина, у которого случайно обнаружились болеутоляющие и жаропонижающие свойства. Он был быстро внедрён в медицинскую практику под названием Antifebrin в 1886 году. Но его токсические эффекты, самым опасным из которых был цианоз вследствие метгемоглобинемии, привели к поиску менее токсичных производных анилина. Harmon Northrop Morse синтезировал парацетамол в Университете Джонса Хопкинса в реакции восстановления р-нитрофенола оловом в ледяной уксусной кислоте уже в 1877 году, но только в 1887 году клинический фармаколог Джозеф фон Меринг испытал парацетамол на пациентах. В 1893 году фон Меринг опубликовал статью, где сообщалось о результатах клинического применения парацетамола и фенацетина, другого производного анилина. Фон Меринг утверждал, что, в отличие от фенацетина, парацетамол обладает некоторой способностью вызывать метгемоглобинемию. Парацетамол затем был быстро отвергнут в пользу фенацетина. Продажи фенацетина начала Bayer как лидирующая в то время фармацевтическая компания. Внедрённый в медицину Генрихом Дрезером в 1899 году, фенацетин был популярен на протяжении многих десятилетий, особенно в широко рекламируемой безрецептурной «микстуре от головной боли», обычно содержащей фенацетин, аминопириновое производное аспирина, кофеин, а иногда и барбитураты.
Полвека результаты работ Меринга не вызывали сомнений, пока две команды исследователей из США не проанализировали метаболизм ацетанилида и парацетамола. В 1947 году Дэвид Лестер и Леон Гринберг обнаружили убедительные доказательства, что парацетамол является одним из основных метаболитов ацетанилида в крови человека и по результатам последующих исследований они сообщили, что большие дозы парацетамола, которые получали белые крысы, не вызывают метгемоглобинемии. В трёх статьях, опубликованных в сентябре 1948 в Журнале Фармакологии и Экспериментальной Терапии (англ. Journal of Pharmacology and Experimental Therapeutics), Бернард Броди, Джулиус Аксельрод и Фредерик Флинн, используя более точные методы, подтвердили, что парацетамол является основным метаболитом ацетанилида в крови человека и установили, что он обладает столь же эффективным болеутоляющим эффектом, как и его предшественник. Они также предположили, что метгемоглобинемия возникает у людей в основном под действием другого метаболита — фенилгидроксиламина. В 1949 году установлено, что фенацетин также метаболизируется в парацетамол. Это привело к «повторному открытию» парацетамола. Было высказано предположение, что загрязнение парацетамола 4-аминофенолом (веществом, из которого он был синтезирован фон Мерингом) могло стать причиной ложных выводов.
Парацетамол был впервые предложен к продаже в США в 1953 году компанией Стерлинг-Уинтроп (Sterling-Winthrop Co.), которая позиционировала его как более безопасный для детей и людей с язвами, чем аспирин. В 1955 году в США компанией McNeil Laboratories начались продажи парацетамола под одной из самых известных в США торговой маркой «Тайленол», как болеутоляющее и жаропонижающее лекарство для детей (Tylenol Children’s Elixir) — слово tylenol произошло от сокращения para-acetylaminophenol. В Великобритании парацетамол поступил в продажу в 1956 году, тогда он выпускался отделением Sterling Drug Inc. компании Frederick Stearns & Co под маркой «Панадол». В то время «Панадол» отпускался из аптек только по рецепту (в настоящее время он является безрецептурным препаратом), но его рекламировали как безопасное для слизистой желудка средство, в то время как популярный в те годы «Аспирин» раздражал слизистую. В настоящее время препарат «Панадол» в различных формах (таблетки, растворимые таблетки, суппозитории, суспензия) выпускается группой компаний GlaxoSmithKline.
Парацетамол относительно широко стали применять после изъятия из оборота амидопирина и фенацетина. Появилось множество парацетамолсодержащих комбинированных лекарственных форм, в том числе в сочетаниях с ацетилсалициловой кислотой, анальгином, кодеином, кофеином и другими препаратами.
Исследования осложнений, вызываемых парацетамолом, велись в США несколько лет. Вопрос был поставлен на контроль FDA в связи с участившимися случаями передозировки, вызывающей поражение печени. Согласно официальным данным, употребление парацетамола — самая распространённая в США причина возникновения поражения печени. Ежегодно к врачам с таким диагнозом попадают 56 тыс. человек, в среднем 458 случаев заканчиваются летально. Отравления не предотвратила даже многолетняя образовательная кампания, проводимая властями. Американцы пьют парацетамол чаще, чем другие болеутоляющие, так как считают, что он меньше вредит пищеварительной системе.

## Внутритекстовые библиографические ссылки
1. 1 2 3 4 5 6 7 8 9 10 11  Парацетамол — описание вещества, фармакология, применение, противопоказания, формула. Дата обращения: 29 августа 2023. Архивировано 29 августа 2023 года.
2. 1 2  
Парацетамол. Реестр лекарственных средств. РеЛеС.ру (4 мая 1999). Дата обращения: 23 августа 2008. Архивировано 23 августа 2011 года.
3. 1 2  Алексей Водовозов.Мифы о лихорадке на YouTube, начиная с 1:26:24 — Гиперион. — 2019 (23 января)
4. ↑  Center for Drug Evaluation and Research. Acetaminophen (англ.) // FDA. — Thu, 01/19/2023 - 16:53. Архивировано 30 мая 2024 года.
5. ↑  Ацетаминофен — инструкция по применению, дозы, побочные действия, описание препарата: РЛС®. Дата обращения: 30 мая 2024. Архивировано 30 мая 2024 года.
6. 1 2  Alcohol and painkillers (англ.). NHS (11 января 2020). Дата обращения: 27 мая 2022. Архивировано 26 июня 2022 года.
7. 1 2  Daly FF, Fountain JS, Murray L, Graudins A, Buckley NA. Guidelines for the management of paracetamol poisoning in Australia and New Zealand—explanation and elaboration. A consensus statement from clinical toxicologists consulting to the Australasian poisons information centres // Med J Aust. — 2008. — Т. 188, № 5. — С. 296—301. — PMID 18312195. Архивировано 23 июля 2008 года.
8. 1 2  Khashab M, Tector AJ, Kwo PY. Epidemiology of acute liver failure (англ.) // Current Gastroenterology Reports : журн. — 2007. — Vol. 9, no. 1. — P. 66—73. — doi:10.1007/s11894-008-0023-x. — PMID 17335680.
9. 1 2  Hawkins LC, Edwards JN, Dargan PI. Impact of restricting paracetamol pack sizes on paracetamol poisoning in the United Kingdom: a review of the literature // Drug Safety : журн. — 2007. — Т. 30, № 6. — С. 465—479. — doi:10.2165/00002018-200730060-00002. — PMID 17536874.
10. 1 2 3  Larson AM; Polson J; Fontana RJ; et al. Acetaminophen-induced acute liver failure: results of a United States multicenter, prospective study (англ.) // Hepatology[англ.] : журн. — Wiley-Liss, 2005. — Vol. 42, no. 6. — P. 1364—1372. — doi:10.1002/hep.20948. — PMID 16317692.
11. 1 2  U.S. Food and Drug Administration (FDA) Date Posted Jan 14, 2011. Prescription Drug Products Containing Acetaminophen: Actions to Reduce Liver Injury from Unintentional Overdose Архивная копия от 25 сентября 2012 на Wayback Machine Page accessed February 23, 2014
12. ↑  Ferri, Fred F. Ferri's Clinical Advisor 2017 E-Book: 5 Books in 1 :  [англ.]. — Elsevier Health Sciences, 2016. — P. 11. — ISBN 9780323448383. Архивная копия от 14 января 2023 на Wayback Machine
13. ↑  Chun L.J., Tong M.J., Busuttil R.W., Hiatt J.R. Acetaminophen hepatotoxicity and acute liver failure. J Clin Gastroenterol. 2009;43:342-349 Архивная копия от 7 сентября 2022 на Wayback Machine
14. ↑  
Acetaminophen - Compound Summary. PubChem. The National Library of Medicine (16 сентября 2004). Дата обращения: 23 августа 2008. Архивировано 23 августа 2011 года.
15. 1 2 3  Side effects of paracetamol for adults (англ.). NHS website for England. National Health Service (20 октября 2022). Дата обращения: 29 августа 2023. Архивировано 29 августа 2023 года.
16. 1 2 3  first notice Архивная копия от 3 марта 2017 на Wayback Machine (англ.)
17. 1 2 3  second notice Архивная копия от 30 августа 2017 на Wayback Machine (англ.)
18. 1 2 3  All manufacturers of prescription combination drug products with more than 325 mg of acetaminophen have discontinued marketing Архивная копия от 29 августа 2023 на Wayback Machine (англ.)
19. ↑  Who can and cannot take paracetamol for adults — NHS, 20 October 2022  Архивная копия от 29 августа 2023 на Wayback Machine (англ.)
20. ↑  WHO Model List of Essential Medicines, 16th list (англ.) (pdf). WHO (март 2009). Дата обращения: 6 января 2012. Архивировано 3 февраля 2012 года.
21. ↑  WHO Model List of Essential Medicines — 23rd list, 2023 Архивная копия от 29 августа 2023 на Wayback Machine (англ.)
22. ↑  Распоряжение Правительства Российской Федерации от 7 декабря 2011 г. N 2199-р г. Москва // Российская газета Федеральный выпуск. — 2011. — № 5660. Архивировано 26 ноября 2020 года.
23. 1 2  WHO Model List of Essential Medicines for Children, 3th list, March 2011 Архивная копия от 9 декабря 2011 на Wayback Machine (англ.)
24. ↑  Примерный перечень ВОЗ основных лекарственных средств для детей, Первый перечень, октябрь 2007 г. Архивная копия от 9 декабря 2011 на Wayback Machine (рус.)
25. ↑  Essentials of emergency medicine. — Jones & Bartlett Publishers, 2010-10-22. — P. 814. — ISBN 978-1-4496-1846-9. Архивная копия от 14 января 2023 на Wayback Machine
26. ↑  Acetaminophen – Drug Usage Statistics. ClinCalc.com. Дата обращения: 7 октября 2022. Архивировано 12 апреля 2020 года.
27. ↑  Acetaminophen. The American Society of Health-System Pharmacists (3 апреля 2011). Архивировано 3 марта 2011 года.
28. ↑  Baby paracetamol asthma concern. BBC News. 19 сентября 2008. Архивировано 20 сентября 2008. Дата обращения: 19 сентября 2008.
29. ↑  Meremikwu M, Oyo-Ita A. Paracetamol for treating fever in children (англ.) // Cochrane Database of Systematic Reviews. — 2002. — No. 2. — P. CD003676. — doi:10.1002/14651858.CD003676. — PMID 12076499.
30. ↑  Perrott DA, Piira T, Goodenough B, Champion GD. Efficacy and safety of acetaminophen vs ibuprofen for treating children's pain or fever: a meta-analysis (англ.) // Arch Pediatr Adolesc Med : журн. — 2004. — Vol. 158, no. 6. — P. 521—526. — doi:10.1001/archpedi.158.6.521. — PMID 15184213.
31. 1 2 3  Wong, Tiffany. Последовательное или комбинированное применение антипиретиков при лечении лихорадки у детей : [арх. 14 июня 2018] = Combined and alternating paracetamol and ibuprofen therapy for febrile children / Tiffany Wong, Antonia S. Stang, Heather Ganshorn … [и др.] // Cochrane Systematic Review. — 2013. — No. 10. — Art. No. CD009572. — doi:10.1002/14651858.CD009572.pub2.
32. ↑  Li, S. Acetaminophen (paracetamol) for the common cold in adults :  [англ.] / S. Li, J. Yue, B. R. Dong … [et al.] // Cochrane Library. — 2013. — No. 7 (1 July). — Art. No. CD008800. — doi:10.1002/14651858.CD008800.pub2. — PMID 23818046. — PMC 7389565.
33. ↑  name=NHS2022children>Common questions about paracetamol for children. How does paracetamol for children work? (англ.). NHS website for England. National Health Service (15 июня 2022). — «Paracetamol for children seems to work by blocking "chemical messengers" in your child's brain that tell them that they have pain». Дата обращения: 30 августа 2023. Архивировано 30 августа 2023 года.
34. ↑  Ohlsson, A. Paracetamol (acetaminophen) for prevention or treatment of pain in newborns :  [англ.] / A. Ohlsson, P. S. Shah // Cochrane Database of Systematic Reviews. — 2020. — No. 1 (27 January). — doi:10.1002/14651858.CD011219.pub4. — PMID 31985830.
35. ↑  Sin, B. The use of intravenous acetaminophen for acute pain in the emergency department : Structured Evidence‐Based Medicine Review :  [англ.] / B. Sin, M. Wai, T. Tatunchak … [et al.] // Academic Emergency Medicine. — 2016. — Vol. 23, no. 5 (29 January). — P. 543—553. — doi:10.1111/acem.12921. — PMID 26824905.
36. 1 2  Common questions about paracetamol for adults. How does paracetamol compare to ibuprofen? (англ.). NHS website for England. National Health Service (20 октября 2022). — «Paracetamol is usually best for most types of pain, including headaches and stomach ache». Дата обращения: 30 августа 2023. Архивировано 30 августа 2023 года.
37. ↑  Haag G, Diener HC, May A, et al. Self-medication of migraine and tension-type headache: summary of the evidence-based recommendations of the Deutsche Migräne und Kopfschmerzgesellschaft (DMKG), the Deutsche Gesellschaft für Neurologie (DGN), the Österreichische Kopfschmerzgesellschaft (ÖKSG) and the Schweizerische Kopfwehgesellschaft (SKG) // J Headache Pain. — 2011. — Апрель (т. 12, № 2). — С. 201—217. — doi:10.1007/s10194-010-0266-4. — PMID 21181425.
38. ↑  Derry S; Moore RA. Paracetamol (acetaminophen) with or without an antiemetic for acute migraine headaches in adults // Cochrane Database Syst Rev. — 2013. — Vol. 4, № 4. — С. CD008040. — DOI:10.1002/14651858.CD008040.pub3. — PMID 23633349. Парацетамол (ацетаминофен) в монотерапии или в сочетании с противорвотным средством при острых мигренозных головных болях у взрослых.
39. ↑  Derry S; Moore RA. Paracetamol (acetaminophen) with or without an antiemetic for acute migraine headaches in adults (англ.) // Cochrane Database of Systematic Reviews. — 2013. — Vol. 4, no. 4. — P. CD008040. — doi:10.1002/14651858.CD008040.pub3. — PMID 23633349.
40. ↑  Hochberg MC, Altman RD, April KT, et al. American College of Rheumatology 2012 recommendations for the use of nonpharmacologic and pharmacologic therapies in osteoarthritis of the hand, hip, and knee // Arthritis Care Res (Hoboken). — 2012. — Апрель (т. 64, № 4). — С. 465—474. — doi:10.1002/acr.21596. — PMID 22563589.
41. 1 2  Machado, GC; Maher, CG; Ferreira, PH; Pinheiro, MB; Lin, CW; Day, RO; McLachlan, AJ; Ferreira, ML. Efficacy and safety of paracetamol for spinal pain and osteoarthritis: systematic review and meta-analysis of randomised placebo controlled trials // BMJ (Clinical Research Ed.). — 2015. — 31 марта (т. 250). — С. h1225. — doi:10.1136/bmj.h1225. — PMID 25828856.
42. ↑  Paracetamol. Arthritis Research UK (16 октября 2013). Дата обращения: 3 ноября 2018. Архивировано из оригинала 17 октября 2013 года.
43. ↑  Wienecke, Troels. Парацетамол против нестероидных противовоспалительных средств в лечении ревматоидного артрита : [арх. 12 июля 2018] = Paracetamol versus nonsteroidal anti‐inflammatory drugs for rheumatoid arthritis / Troels Wienecke, Peter C. Gøtzsche // Cochrane Systematic Review. — 2004. — No. 1. — Art. No. CD003789. — doi:10.1002/14651858.CD003789.pub2.
44. ↑  Paracetamol versus placebo for knee and hip osteoarthritis. Cochrane Library. Дата обращения: 13 декабря 2020. Архивировано 1 апреля 2022 года.
45. ↑  Парацетамол в сравнении с плацебо при остеоартрите коленного или тазобедренного сустава. Cochrane Library.
46. ↑  National Guideline Clearinghouse | Expert Commentaries: Diagnosis and Treatment of Low Back Pain: A Joint Clinical Practice Guideline from the American College of Physicians and the American Pain Society. What's New? What's Different? (14 сентября 2014). Архивировано из оригинала 14 сентября 2014 года.
47. ↑  Davies RA, Maher CG, Hancock MJ. A systematic review of paracetamol for non-specific low back pain // Eur Spine J. — 2008. — Ноябрь (т. 17, № 11). — С. 1423—1430. — doi:10.1007/s00586-008-0783-x. — PMID 18797937.
48. ↑  Saragiotto, BT; Machado, GC; Ferreira, ML; Pinheiro, MB; Abdel Shaheed, C; Maher, CG. Paracetamol for low back pain (англ.) // Cochrane Database of Systematic Reviews. — 2016. — June (vol. 6, no. 6). — P. CD012230. — doi:10.1002/14651858.CD012230. — PMID 27271789.
49. ↑  Machado GC, Maher CG, Ferreira PH, Pinheiro MB, Lin CW, Day RO, McLachlan AJ, Ferreira ML. Efficacy and safety of paracetamol for spinal pain and osteoarthritis: systematic review and meta-analysis of randomised placebo controlled trials // BMJ. — 2015. — Март (т. 350). — С. h1225. — doi:10.1136/bmj.h1225. — PMID 25828856.
50. ↑  Ong, CK; Seymour, RA; Lirk, P; Merry, AF. Combining paracetamol (acetaminophen) with nonsteroidal antiinflammatory drugs: a qualitative systematic review of analgesic efficacy for acute postoperative pain // Anesthesia and Analgesia. — 2010. — 1 апреля (т. 110, № 4). — С. 1170—1179. — doi:10.1213/ANE.0b013e3181cf9281. — PMID 20142348.
51. ↑  Moore, RA; Derry, C. Efficacy of OTC analgesics // International Journal of Clinical Practice. Supplement. — 2013. — Январь (т. 67, № 178). — С. 21—5. — doi:10.1111/ijcp.12054. — PMID 23163544.
52. ↑  Relieving dental pain. American Dental Association (декабрь 2016). Архивировано из оригинала 17 ноября 2016 года.
53. ↑  Bailey, E; Worthington, H; Coulthard, P. Ibuprofen and/or paracetamol (acetaminophen) for pain relief after surgical removal of lower wisdom teeth, a Cochrane systematic review // British Dental Journal. — 2014. — Апрель (т. 216, № 8). — С. 451—455. — doi:10.1038/sj.bdj.2014.330. — PMID 24762895.
54. ↑  Ashley PF, Parekh S, Moles DR, Anand P, MacDonald LCI. Preoperative analgesics for additional pain relief in children and adolescents having dental treatment. Cochrane Database of Systematic Reviews 2016, Issue 8. Art. No.: CD008392. DOI: 10.1002/14651858.CD008392.pub3. — Применение обезболивающих средств — таких, как парацетамол и ибупрофен, перед лечением зубов у детей и подростков для уменьшения боли после лечения. Дата обращения: 12 февраля 2019. Архивировано 24 июня 2019 года.
55. ↑  Ashley, PF; Parekh, S; Moles, DR; Anand, P; MacDonald, LC. Preoperative analgesics for additional pain relief in children and adolescents having dental treatment (англ.) // Cochrane Database of Systematic Reviews. — 2016. — 8 August (no. 8). — P. CD008392. — doi:10.1002/14651858.CD008392.pub3. — PMID 27501304.
56. ↑  de Craen, Anton J. M. Analgesic efficacy and safety of paracetamol-codeine combinations versus paracetamol alone : a systematic review :  [англ.] / Anton J. M. de Craen, Giuseppe Di Giulio, Angela J. E. M. Lampe-Schoenmaeckers … [et al.] // BMJ : журн. — 1996. — Vol. 313, no. 7053. — P. 321—324. — doi:10.1136/bmj.313.7053.321. — PMID 8760737.
57. ↑  Toms L. Single dose oral paracetamol (acetaminophen) with codeine for postoperative pain in adults :  [англ.] / Laurence Toms, Sheena Derry, R. Andrew Moore, Henry J. McQuay // Cochrane Database of Systematic Reviews. — 2009. — No. 1 Art. No. CD001547. — doi:10.1002/14651858.CD001547.pub2. — PMID 19160199.
58. ↑  Однократная доза перорального парацетамола (ацетаминофена) и кодеина при послеоперационной боли у взрослых. Cochrane Library.
59. ↑  Murnion B. Combination analgesics in adults :  [англ.] : [арх. 2 сентября 2010] / Bridin P. Murnion // Australian Prescriber : журн. — 2010. — Vol. 33, no. 4. — P. 113—115. — doi:10.18773/austprescr.2010.056.
60. ↑  Christopher J Derry; Sheena Derry; R Andrew Moore. Caffeine as an analgesic adjuvant for acute pain in adults. Cochrane Systematic Review - Intervention. Кофеин в качестве анальгетического адъюванта при острой боли у взрослых.
61. ↑  Derry, C. J. Caffeine as an analgesic adjuvant for acute pain in adults :  [англ.] / C. J. Derry, S. Derry, R. A. Moore // Cochrane Database of Systematic Reviews. — 2012. — Vol. 3, no. 3. — С. CD009281. — doi:10.1002/14651858.CD009281.pub2. — PMID 22419343.
62. ↑  Sjoukes, A. Обезболивающие средства у детей с острой инфекцией среднего уха :  [рус.] : [арх. 4 июля 2018] = Paracetamol (acetaminophen) or non-steroidal anti-inflammatory drugs, alone or combined, for pain relief in acute otitis media in children / A. Sjoukes, R. P. Venekamp, A.C. van de Pol … [и др.] // Cochrane Database of Systematic Reviews. — 2016. — No. 12 — Art. No. CD011534. — doi:10.1002/14651858.CD011534.pub2.
63. 1 2 3  Sivanandan, S. Pharmacological Closure of Patent Ductus Arteriosus : Selecting the Agent and Route of Administration :  [англ.] / S. Sivanandan, R. Agarwal // Paediatric Drugs : журн. — 2016. — Vol. 18, no. 2. — С. 123–138. — doi:10.1007/s40272-016-0165-5. — PMID 26951240.
64. ↑  Sallmon, H. Recent Advances in the Treatment of Preterm Newborn Infants with Patent Ductus Arteriosus :  [англ.] / H. Sallmon, P. Koehne, G. Hansmann // Clinics in Perinatology : журн. — 2016. — Vol. 43, no. 1. — P. 113–29. — doi:10.1016/j.clp.2015.11.008. — PMID 26876125.
65. ↑  Ohlsson, A. Парацетамол (ацетаминофен) при открытом артериальном протоке (ОАП) у недоношенных детей и детей с низкой массой тела при рождении :  [англ.] : [арх. 25 сентября 2018] = Paracetamol (acetaminophen) for patent ductus arteriosus in preterm or low birth weight infants / A. Ohlsson, P. S. Shah // Cochrane Database of Systematic Reviews. — 2018. — No. 4 — Art. No. CD010061. — doi:10.1002/14651858.CD010061.pub3.
66. 1 2 3 4 5  FDA Drug Safety Communication: Prescription Acetaminophen Products to be Limited to 325 mg Per Dosage Unit; Boxed Warning Will Highlight Potential for Severe Liver Failure. Дата обращения: 30 августа 2023. Архивировано 18 января 2011 года.
67. ↑  Recommended paracetamol doses (англ.). Department of Health and Aged Care (15 августа 2019). — «The optimal dosing for children (1 month to 12 years) is 15 mg per kg, which can be given every four to six hours as required, with no more than four doses in 24 hours». Дата обращения: 31 августа 2023. Архивировано 30 августа 2023 года.
68. ↑  How and when to give paracetamol for children (англ.). NHS website for England. National Health Service. — «2022-06-15». Дата обращения: 30 августа 2023. Архивировано 30 августа 2023 года.
69. ↑  Common questions about paracetamol for adults. Are there any long-term side effects? (англ.). NHS website for England. National Health Service (20 октября 2022). — «It's safe to take paracetamol regularly for many years as long as you do not take more than the recommended dose». Дата обращения: 30 августа 2023. Архивировано 30 августа 2023 года.
70. ↑  Common questions about paracetamol for adults. How long does it take to work? (англ.). NHS website for England. National Health Service (20 октября 2022). — «Paracetamol can take up to an hour to work. It keeps on working for about 5 hours». Дата обращения: 30 августа 2023. Архивировано 30 августа 2023 года.
71. 1 2  Common questions about paracetamol for children. When will my child feel better? (англ.). NHS website for England. National Health Service (15 июня 2022). — «Paracetamol tablets and syrup take about 30 minutes to work. Suppositories take around 60 minutes to work». Дата обращения: 30 августа 2023. Архивировано 30 августа 2023 года.
72. ↑  Hughes J. Pain Management : From Basics to Clinical Practice :  [англ.] / John Hughes. — Elsevier Health Sciences, 2008. — 320 p. — ISBN 9780443103360. — ISBN 0443103364.
73. ↑  Meyler's Side Effects of Drugs :  [англ.] / M. N. G. Dukes and Jeffrey K. Aronson. — Elsevier, 2000. — Vol. XIV. — 1912 p. — ISBN 9780444500939. — ISBN 0444500936.
74. ↑  García Rodríguez, L. A. The risk of upper gastrointestinal complications associated with nonsteroidal anti-inflammatory drugs, glucocorticoids, acetaminophen, and combinations of these agents :  [англ.] / L. A. García Rodríguez, S. Hernández-Díaz // Arthritis Research & Therapy : журн. — 2000. — Vol. 3, no. 2 (15 December). — P. 98—101. — doi:10.1186/ar146. — PMID 11178116.
75. ↑  Painkillers 'cause kidney damage'. BBC News (23 ноября 2003). Дата обращения: 26 сентября 2020. Архивировано 26 сентября 2010 года.
76. ↑  Drug Safety Update: Volume 2, Issue 4, November 2008 Архивная копия от 4 мая 2011 на Wayback Machine (англ.)
77. ↑  Sample, Ian. Paracetamol may dull emotions as well as physical pain, new study shows (англ.). The Guardian (14 апреля 2015). Дата обращения: 30 сентября 2017. Архивировано 9 сентября 2017 года.
78. ↑  Knapton, Sarah. Paracetamol kills feelings of pleasure as well as pain (англ.). The Telegraph (14 апреля 2015). — «In other words, positive photos were not seen as positively under the influence of acetaminophen and negative photos were not seen as negatively.» Дата обращения: 15 апреля 2015. Архивировано 15 апреля 2015 года.
79. ↑  Jeff Grabmeier. Your pain reliever may also be diminishing your joy. Acetaminophen reduces both pain and pleasure, study finds (англ.). The Ohio State University (13 апреля 2015). — «For example, people who took the placebo rated their level of emotion relatively high (average score of 6.76) when they saw the most emotionally jarring photos of the malnourished child or the children with kittens. People taking acetaminophen didn’t feel as much in either direction, reporting an average level of emotion of 5.85 when they saw the extreme photos.» Архивировано 15 апреля 2015 года.
80. ↑  Geoffrey R. O. Durso, Andrew Luttrell, Baldwin M. Way. Over-the-Counter Relief From Pains and Pleasures Alike. Acetaminophen Blunts Evaluation Sensitivity to Both Negative and Positive Stimuli (англ.) // Psychological Science : journal. — 2015. — 10 April. — doi:10.1177/0956797615570366. Архивировано 29 октября 2016 года.. — «Participants in the acetaminophen condition also rated both negative and positive stimuli as less emotionally arousing than did participants in the placebo condition (Studies 1 and 2), whereas nonevaluative ratings (extent of color saturation in each image; Study 2) were not affected by drug condition.».
81. ↑  Reilly, Rachel. Popping paracetamol could also help treat EMOTIONAL pain. Daily Mail (19 апреля 2013). — «Researchers found that people who took paracetamol were less judgmental about the behaviour of the rioters.» Дата обращения: 15 апреля 2015. Архивировано 27 февраля 2015 года.
82. ↑  Yoon, Eric. Acetaminophen-Induced Hepatotoxicity : a Comprehensive Update :  [англ.] / Eric Yoon, Arooj Babar, Moaz Choudhary … [et al.] // Journal of Clinical and Transllational Hepatology. — 2016. — Vol. 4, no. 2 (28 June). — P. 131–142. — doi:10.14218/JCTH.2015.00052. — PMID 27350943. — PMC 4913076.
83. 1 2  Алексей Водовозов. Мифы о лихорадке на YouTube, начиная с 1:14:54 — Гиперион. — 2019 (23 января)
84. 1 2  U.S. Food and Drug Administration (FDA). Page Last Updated: January 16, 2014. Acetaminophen Information Архивировано 16 февраля 2014 года. Page accessed February 23, 2014
85. 1 2  U.S. Food and Drug Administration (FDA). Page updated August 6, 2013 Acetaminophen Toxicity Page accessed February 23, 2014
86. 1 2  U.S. Food and Drug Administration (FDA) Page updated November 19, 2013 Using Acetaminophen and Nonsteroidal Anti-inflammatory Drugs Safely Архивировано 14 июля 2009 года. Page accessed February 23, 2014
87. 1 2  U.S. Food and Drug Administration (FDA). January 13, 2011 FDA limits acetaminophen in prescription combination products; requires liver toxicity warnings Архивировано 15 января 2011 года. Page accessed February 23, 2014
88. 1 2  Research, Center for Drug Evaluation and. Drug Safety and Availability - FDA Drug Safety Communication: Prescription Acetaminophen Products to be Limited to 325 mg Per Dosage Unit; Boxed Warning Will Highlight Potential for Severe Liver Failure. U.S. Food and Drug Administration (FDA). Дата обращения: 27 февраля 2016. Архивировано 1 марта 2016 года.
89. ↑  FDA: Acetaminophen doses over 325 mg may lead to liver damage. CNN. 16 января 2014. Архивировано 16 февраля 2014. Дата обращения: 18 февраля 2014.
90. 1 2 3  FDA Warns of Rare Acetaminophen Risk : [арх. 05.04.2016] :  [англ.]. — FDA, 2013. — 1 August. — Дата обращения: 12.04.2016.
91. 1 2  Lebrun-Vignes B, Guy C, Jean-Pastor MJ, Gras-Champel V, Zenut M (February 2018). Is acetaminophen associated with a risk of Stevens-Johnson syndrome and toxic epidermal necrolysis? Analysis of the French Pharmacovigilance Database. Br J Clin Pharmacol. 84 (2): 331–338. doi:10.1111/bcp.13445. PMC 5777438. PMID 28963996.
92. ↑  Lourido-Cebreiro, T. The association between paracetamol and asthma is still under debate :  [англ.] / T. Lourido-Cebreiro, F. J. Salgado, L. Valdes … [et al.] // The Journal of Asthma: Official Journal of the Association for the Care of Asthma : Review. — 2017. — Vol. 54, no. 1 (January). — С. 32—38. — doi:10.1080/02770903.2016.1194431. — PMID 27575940.
93. ↑  Henderson, A. J. Acetaminophen and asthma :  [англ.] / A. J. Henderson, S. O. Shaheen // Paediatric Respiratory Reviews. — 2013. — Vol. 14, no. 1 (March). — С. 9—15, 16. — doi:10.1016/j.prrv.2012.04.004. — PMID 23347656.
94. 1 2  Heintze, K. The case of drug causation of childhood asthma : antibiotics and paracetamol :  [англ.] / K. Heintze, K. U. Petersen // European Journal of Clinical Pharmacology. — 2013. — Vol. 69, no. 6 (June). — С. 1197—1209. — doi:10.1007/s00228-012-1463-7. — PMID 23292157. — PMC 3651816.
95. ↑  Cheelo, M. Paracetamol exposure in pregnancy and early childhood and development of childhood asthma: a systematic review and meta-analysis :  [] / M. Cheelo, C. J. Lodge, S. C. Dharmage … [и др.] // Archives of Disease in Childhood. — 2014. — Vol. 100, no. 1 (26 ноябрь). — С. 81—89. — doi:10.1136/archdischild-2012-303043. — PMID 25429049.
96. ↑  Feverish illness in children. Assessment and initial management in children younger than 5 years (англ.). NICE clinical guidelines. UK National Institute for Health and Care Excellence (май 2013). — NICE clinical guideline «CG160». Дата обращения: 25 февраля 2014. Архивировано из оригинала 6 марта 2014 года.
97. ↑  Common over-the-counter medications : [арх. 27 февраля 2014] // A Guide to Your Child's Medicine :  [англ.]. — American Academy of Pediatrics, 2009.
98. ↑  Link between Calpol and asthma 'not proven' (англ.). NHS Choices. UK National Health Service (16 сентября 2013). Дата обращения: 23 февраля 2014. Архивировано 25 февраля 2014 года.
99. ↑  Farrar, H. C. Fever and antipyretic use in children :  [англ.] : [арх. 9 января 2015] / Section on Clinical Pharmacology and Therapeutics; Committee on Drugs; Sullivan, JE // Pediatrics[англ.]. — American Academy of Pediatrics[англ.], 2011. — Т. 127, № 3 (March). — С. 580—587. — doi:10.1542/peds.2010-3852. — PMID 21357332.
100. ↑  CHMP Pharmacovigilance Working Party (24 февраля 2011). Pharmacovigilance Working Party (PhVWP) February 2011 plenary meeting (PDF) (Report). European Medicines Agency & Heads of Medicines Agencies. pp. 6–7. Архивировано (PDF) 8 ноября 2013.
101. ↑  Martinez-Gimeno, A. The association between acetaminophen and asthma : should its pediatric use be banned? :  [англ.] : [арх. 9 мая 2013] / A Martinez-Gimeno, Luis García-Marcos // Expert Review of Respiratory Medicine[англ.] : journal. — 2013. — Vol. 7, no. 2 (April). — С. 113—122. — doi:10.1586/ers.13.8. — PMID 23547988.
102. ↑  McBride, J.T. The association of acetaminophen and asthma prevalence and severity (англ.) // Pediatrics[англ.] : journal. — American Academy of Pediatrics[англ.], 2011. — December (vol. 128, no. 6). — P. 1181—1185. — doi:10.1542/peds.2011-1106. — PMID 22065272. Архивировано 13 июля 2014 года.
103. ↑  Sarg, Michael. The Cancer Dictionary :  [англ.] / Michael Sarg, Ann D. Gross, Roberta Altman. — Infobase Publishing[англ.], 2007. — 432 p. — ISBN 978-0-81-60-64113.
104. ↑  Neuss, G. Chemistry : Course Companion :  [англ.]. — Oxford University Press, 2007. — ISBN 978-0-19-915146-2.
105. ↑  Ebrahimi, S. Comparison of efficacy and safety of acetaminophen and ibuprofen administration as single dose to reduce fever in children :  [англ.] : [арх. 9 июля 2012] / Sedigheh Ebrahimi, Soheil Ashkani Esfahani, Hamid Reza Ghaffarian, Mahsima Khoshneviszade // Iranian Journal of Pediatrics. — 2010. — Vol. 20, no. 4. — P. 500—501.
106. ↑  Lesko S.M., Mitchell A.A. The safety of acetaminophen and ibuprofen among children younger than two years old (англ.) // Pediatrics[англ.] : journal. — American Academy of Pediatrics[англ.], 1999. — Vol. 104, no. 4. — P. e39. — doi:10.1542/peds.104.4.e39. — PMID 10506264.
107. ↑  Yorgason, JG; Luxford, W; Kalinec, F. In vitro and in vivo models of drug ototoxicity: studying the mechanisms of a clinical problem (англ.) // Expert Opinion on Drug Metabolism & Toxicology[англ.] : journal. — 2011. — December (vol. 7, no. 12). — P. 1521—1534. — doi:10.1517/17425255.2011.614231. — PMID 21999330.
108. ↑  Нестероидные противовоспалительные средства. Дата обращения: 10 апреля 2010. Архивировано из оригинала 23 сентября 2015 года.
109. ↑  Acetaminophen Toxicity. Дата обращения: 12 сентября 2020. Архивировано 24 августа 2020 года.
110. ↑  Режим дозирования. StudFiles. Дата обращения: 30 мая 2024. Архивировано 30 мая 2024 года.
111. ↑  Rumack B., Matthew H. Acetaminophen poisoning and toxicity (англ.) // Pediatrics[англ.]. — American Academy of Pediatrics[англ.], 1975. — Vol. 55, no. 6. — P. 871—876. — PMID 1134886.
112. ↑  Paracetamol. University of Oxford Centre for Suicide Research (25 марта 2013). Дата обращения: 20 апреля 2013. Архивировано 20 марта 2013 года.
113. ↑  Ryder S.D., Beckingham I.J. ABC of diseases of liver, pancreas, and biliary system. Other causes of parenchymal liver disease (англ.) // BMJ : journal. — 2001. — Vol. 322, no. 7281. — P. 290—292. — doi:10.1136/bmj.322.7281.290. — PMID 11157536. — PMC 1119531.
114. ↑  Lee W.M. Acetaminophen and the U.S. Acute Liver Failure Study Group: lowering the risks of hepatic failure (англ.) // Hepatology[англ.] : journal. — Wiley-Liss, 2004. — Vol. 40, no. 1. — P. 6—9. — doi:10.1002/hep.20293. — PMID 15239078.
115. 1 2  Mehta, Sweety (August 25, 2012) Metabolism of Paracetamol (Acetaminophen), Acetanilide and Phenacetin Архивировано 30 августа 2012 года.. pharmaxchange.info
116. ↑  Highlights of Prescribing Information. Acetadote. Дата обращения: 10 февраля 2014. Архивировано 22 февраля 2014 года.
117. ↑  Вмешательства при передозировке парацетамола (ацетаминофена). www.cochrane.org. Дата обращения: 30 мая 2024. Архивировано 30 мая 2024 года.
118. ↑  Chiew, A. L. Вмешательства при передозировке парацетамола (ацетаминофена) : [арх. 22 мая 2018] = Interventions for paracetamol (acetaminophen) overdose / A. L. Chiew, C. Gluud, J. Brok … [и др.] // Cochrane Database of Systematic Reviews. — 2018. — No. 2 — Art. No. CD003328. — doi:10.1002/14651858.CD003328.pub3.
119. ↑  Choueiri, TK.; Je, Y.; Cho, E. Analgesic use and the risk of kidney cancer: a meta-analysis of epidemiologic studies (англ.) // International Journal of Cancer[англ.] : journal. — 2014. — Vol. 134, no. 2. — P. 384—396. — doi:10.1002/ijc.28093. — PMID 23400756. — PMC 3815746.
120. ↑  Fortuny, J.; Kogevinas, M.; Garcia-Closas, M.; Real, F. X.; Tardòn, A.; Garcia-Closas, R.; Serra, C.; Carrato, A.; Lloreta, J.; Rothman, N.; Villanueva, C.; Dosemeci, M.; Malats, N.; Silverman, D. Use of Analgesics and Nonsteroidal Anti-inflammatory Drugs, Genetic Predisposition, and Bladder Cancer Risk in Spain (англ.) // Cancer Epidemiology, Biomarkers & Prevention[англ.] : journal. — 2006. — Vol. 15, no. 9. — P. 1696—1702. — doi:10.1158/1055-9965.EPI-06-0038. — PMID 16985032.
121. ↑  Pregnancy, breastfeeding and fertility while taking paracetamol for adults (англ.). NHS website for England. National Health Service (20 октября 2022). Дата обращения: 29 августа 2023. Архивировано 29 августа 2023 года.
122. ↑  WHO Model List of Essential Medicines for Children, 8th list, March 2021 Архивная копия от 26 марта 2023 на Wayback Machine (англ.)
123. ↑  WHO Model List of Essential Medicines for Children, 9th list, 2023 Архивная копия от 29 августа 2023 на Wayback Machine (англ.)
124. ↑  Парацетамол. Дата обращения: 28 августа 2023. Архивировано 28 августа 2023 года.
125. ↑  Парацетамол таб. 500мг №20. Дата обращения: 28 августа 2023.
126. ↑  Водовозов, 2019.
127. ↑  Common questions about paracetamol for adults. Can I drink alcohol while taking paracetamol? (англ.). NHS website for England. National Health Service (20 октября 2022). — «Drinking a small amount of alcohol while taking paracetamol is usually safe. Try to keep to the recommended guidelines of no more than 14 units of alcohol a week. A standard glass of wine (175ml) is 2 units. A pint of lager or beer is usually 2 to 3 units of alcohol». Дата обращения: 30 августа 2023. Архивировано 30 августа 2023 года.
128. ↑  Werler MM, Mitchell AA, Hernandez-Diaz S, Honein MA. Use of over-the-counter medications during pregnancy. Am J Obstet Gynecol 2005;193(3 Pt 1):771-7.
129. 1 2 3  Paracetamol, 01/19/2016 Архивная копия от 29 августа 2023 на Wayback Machine (англ.)
130. ↑  Side effects of paracetamol for adults — NHS, 20 October 2022 Архивная копия от 29 августа 2023 на Wayback Machine (англ.)
131. ↑  Paracetamol, March 2017 Архивная копия от 29 августа 2023 на Wayback Machine (англ.)
132. ↑  Анальгетики при беременности нарушают развитие половых органов у сыновей // Медпортал. — 2010. — 8 ноября.
133. ↑  Jensen, Morten Søndergaard. Maternal Use of Acetaminophen, Ibuprofen, and Acetylsalicylic Acid During Pregnancy and Risk of Cryptorchidism :  [англ.] / Morten Søndergaard Jensen, Cristina Rebordosa, Ane Marie Thulstrup … [et al.] // Epidemiology. — 2010. — Vol. 21, no. 6 (November). — P. 779–785. — doi:10.1097/EDE.0b013e3181f20bed. — PMID 20805751.
134. ↑  Kristensen, David Møbjerg. Intrauterine exposure to mild analgesics is a risk factor for development of male reproductive disorders in human and rat :  [англ.] / David Møbjerg Kristensen, Ulla Hass, Laurianne Lesné … [et al.] // Human Reproduction. — 2011. — Vol. 26, no. 1 (January). — P. 235–244. — doi:10.1093/humrep/deq323. — PMID 21059752.
135. ↑  Scialli, AR; Ang, R; Breitmeyer, J; Royal, M.A. A review of the literature on the effects of acetaminophen on pregnancy outcome (англ.) // Reproductive Toxicology (Elmsford, N.Y.) : journal. — 2010. — December (vol. 30, no. 4). — P. 495—507. — doi:10.1016/j.reprotox.2010.07.007. — PMID 20659550. Архивировано 27 февраля 2014 года.
136. ↑  Rudolph, A. M. Effects of aspirin and acetaminophen in pregnancy and in the newborn :  [англ.] // JAMA. — 1981. — Vol. 141, no. 3 (23 February). — P. 358—363. — doi:10.1001/archinte.141.3.358. — PMID 7469626.
137. ↑  Eyers, S; Weatherall, M; Jefferies, S; Beasley, R. Paracetamol in pregnancy and the risk of wheezing in offspring: a systematic review and meta-analysis (англ.) // Clinical and Experimental Allergy[англ.] : journal. — 2011. — April (vol. 41, no. 4). — P. 482—489. — doi:10.1111/j.1365-2222.2010.03691.x. — PMID 21338428. Архивировано 14 марта 2013 года.
138. ↑  Blaser, JA; Allan, G.M. Acetaminophen in pregnancy and future risk of ADHD in offspring (англ.) // Canadian Family Physician[англ.] : journal. — 2014. — July (vol. 60, no. 7). — P. 642. — PMID 25022638. — PMC 4096264.
139. ↑  de Fays, L; Van Malderen, K; De Smet, K; Sawchik, J; Verlinden, V; Hamdani, J; Dogné, JM; Dan, B. Use of paracetamol during pregnancy and child neurological development (англ.) // Developmental Medicine & Child Neurology[англ.] : journal. — 2015. — August (vol. 57, no. 8). — P. 718—724. — doi:10.1111/dmcn.12745. — PMID 25851072.
140. ↑  Liew Z, Ritz B, Rebordosa C, Lee PC, Olsen J. Acetaminophen use during pregnancy, behavioral problems, and hyperkinetic disorders. JAMA Pediatr 2014;168:313-20.
141. ↑  Acetaminophen Pregnancy and Breastfeeding Warnings (31 июля 2023). Дата обращения: 29 августа 2023. Архивировано 9 марта 2020 года.
142. ↑  Wiffen PJ, Derry S, Moore R, McNicol ED, Bell RF, Carr DB, McIntyre M, Wee B. Oral paracetamol (acetaminophen) for cancer pain. Cochrane Database of Systematic Reviews 2017, Issue 7. Art. No.: CD012637. DOI: 10.1002/14651858.CD012637.pub2. — Парацетамол при онкологической боли. Дата обращения: 12 февраля 2019. Архивировано 12 июля 2018 года.
143. ↑  Philip J Wiffen; Sheena Derry; R Andrew Moore; Ewan D McNicol; Rae F Bell; Daniel B Carr; Mairead McIntyre; Bee Wee. Oral paracetamol (acetaminophen) for cancer pain (англ.) // Cochrane Database of Systematic Reviews. — 2017. — P. CD012637. — doi:10.1002/14651858.CD012637.pub2.
144. ↑  Who can and cannot take paracetamol for children. Who can take paracetamol for children (англ.). NHS website for England. National Health Service (15 июня 2022). — «Do not give paracetamol to babies younger than 2 months old, unless it is prescribed by a doctor». Дата обращения: 30 августа 2023. Архивировано 30 августа 2023 года.
145. ↑  Парацетамол — описание вещества, фармакология, применение, противопоказания, формула. РЛС®. Дата обращения: 3 июня 2024. Архивировано 29 августа 2023 года.
146. ↑  Описание ПАРАЦЕТАМОЛ показания, дозировки, противопоказания активного вещества PARACETAMOL. www.vidal.ru. Дата обращения: 3 июня 2024. Архивировано 28 августа 2023 года.
147. ↑  Данные растворимости из книги Toxicological Analysis /ed. by R.K.Muller. Leipzig, 1995/-846 p., с.372
148. ↑  Notice of final decision to amend (or not amend) the current Poisons Standard - ACMS #40, ACCS #34, Joint ACMS-ACCS #32 (англ.) (16 июня 2023). — «This web publication constitutes a notice for the purposes of regulations 42ZCZS and 42ZCZX of the Therapeutic Goods Regulations 1990 (the Regulations)». Дата обращения: 31 августа 2023. Архивировано 30 августа 2023 года.
149. ↑  TGA makes final decision to reduce paracetamol pack sizes (англ.) (3 мая 2023). Дата обращения: 30 августа 2023. Архивировано 30 августа 2023 года.
150. ↑  Ch.M. Wilcox. What physicians can do to curb over-the-counter medicine misuse (англ.) (html) (19 апреля 2014). Дата обращения: 23 апреля 2014. Архивировано 23 апреля 2014 года. Перевод на русский: Ч.М. Уилкокс. 17000 смертей от парацетамола, НПВП и других безрецептурных лекарств ежегодно в США (html) (23 апреля 2014). Дата обращения: 23 апреля 2014. Архивировано 9 мая 2014 года.
151. ↑  Сироп содержит 0,06 ХЕ сахарозы в 5 мл, что следует учитывать при лечении больных сахарным диабетом.
152. ↑  Стримол (Strimol). Дата обращения: 29 августа 2023. Архивировано 28 августа 2023 года.
153. 1 2  Can I give human painkillers to my pet? My Pet has been Prescribed Paracetamol, should I give it to my Pet? (англ.). Willows Veterinary Centre and Referral Service. Willows Veterinary Centre and Referral Service. — «Cats however are extremely sensitive to the toxic effects, and so paracetamol must not be given to cats under any circumstances». Дата обращения: 30 августа 2023. Архивировано 30 августа 2023 года.
154. ↑  Allen A.L. The diagnosis of acetaminophen toxicosis in a cat (англ.) // Can Vet J[англ.] : journal. — 2003. — Vol. 44, no. 6. — P. 509—510. — PMID 12839249. — PMC 340185.
155. 1 2 3  Richardson, J.A. Management of acetaminophen and ibuprofen toxicoses in dogs and cats (англ.) // J. Vet. Emerg. Crit. Care : journal. — 2000. — Vol. 10, no. 4. — P. 285—291. — doi:10.1111/j.1476-4431.2000.tb00013.x. Архивировано 1 апреля 2010 года.
156. 1 2  Maddison, Jill E.; Stephen W. Page; David Church. Small Animal Clinical Pharmacology. — Elsevier Health Sciences, 2002. — С. 260—261. — ISBN 978-0702025730.
157. 1 2 3  Pardale-V Oral Tablets. NOAH Compendium of Data Sheets for Animal Medicines. The National Office of Animal Health (NOAH) (11 ноября 2010). Дата обращения: 20 января 2011. Архивировано из оригинала 22 ноября 2008 года.
158. ↑  Villar D., Buck W.B., Gonzalez J.M. Ibuprofen, aspirin and acetaminophen toxicosis and treatment in dogs and cats (англ.) // Vet Hum Toxicol : journal. — 1998. — Vol. 40, no. 3. — P. 156—162. — PMID 9610496.
159. ↑  Meadows, Irina; Gwaltney-Brant, Sharon. The 10 Most Common Toxicoses in Dogs // Veterinary Medicine. — 2006. — С. 142—148. Архивировано 10 июля 2011 года.
160. ↑  Dunayer, E. Ibuprofen toxicosis in dogs, cats, and ferrets // Veterinary Medicine. — 2004. — С. 580—586. Архивировано 10 июля 2011 года.
161. ↑  Johnston J., Savarie P., Primus T., Eisemann J., Hurley J., Kohler D. Risk assessment of an acetaminophen baiting program for chemical control of brown tree snakes on Guam: evaluation of baits, snake residues, and potential primary and secondary hazards (англ.) // Environ Sci Technol[англ.] : journal. — 2002. — Vol. 36, no. 17. — P. 3827—3833. — doi:10.1021/es015873n. — PMID 12322757.
162. ↑  Brad Lendon (7 сентября 2010). Tylenol-loaded mice dropped from air to control snakes. CNN. Архивировано 9 сентября 2010. Дата обращения: 7 сентября 2010.
163. ↑  Sabrina Richards. It's Raining Mice. The Scientist (1 мая 2012). Архивировано 15 мая 2012 года.
164. ↑  Cahn, A. Das Antifebrin, ein neues Fiebermittel :  [нем.] : [арх. 6 октября 2023] / A Cahn, P. Hepp // Centralblatt fur Klinische Medizin. — 1886. — Bd. 7, H. 33. — S. 561—564.
165. 1 2 3 4  Bertolini A., Ferrari A., Ottani A., Guerzoni S., Tacchi R., Leone S. Paracetamol: new vistas of an old drug (англ.) // CNS drug reviews[англ.] : journal. — 2006. — Fall/Winter (vol. 12, no. 3—4). — P. 250—275. — doi:10.1111/j.1527-3458.2006.00250.x. — PMID 17227290. Архивировано 28 октября 2011 года.
166. ↑  Morse, H. N. Ueber eine neue Darstellungsmethode der Acetylamidophenole :  [нем.] // Berichte der deutschen chemischen Gesellschaft[англ.]. — 1878. — Bd. 11, H. 1. — С. 232—233. — doi:10.1002/cber.18780110151.
167. ↑  Milton Silverman, Mia Lydecker, Philip Randolph Lee. Bad Medicine: The Prescription Drug Industry in the Third World (англ.). — Stanford University Press, 1992. — P. 88—90. — ISBN 0804716692.
168. ↑  Von Mering J. (1893) Beitrage zur Kenntniss der Antipyretica. Ther Monatsch 7: 577—587.
169. 1 2 3 4  Sneader, Walter. Drug Discovery: A History. — Hoboken, N.J.: Wiley, 2005. — С. 439. — ISBN 0471899801.
170. ↑  Lester D., Greenberg L.A., Carroll R.P. The metabolic fate of acetanilid and other aniline derivatives: II. Major metabolites of acetanilid appearing in the blood (англ.) // J. Pharmacol. Exp. Ther.?! : journal. — 1947. — Vol. 90. — P. 68—75. Архивировано 2 декабря 2008 года.
171. ↑  Brodie, BB; Axelrod J. The estimation of acetanilide and its metabolic products, aniline, N-acetyl p-aminophenol and p-aminophenol (free and total conjugated) in biological fluids and tissues (англ.) // J. Pharmacol. Exp. Ther.?! : journal. — 1948. — Vol. 94, no. 1. — P. 22—28. — PMID 18885610.
172. ↑  Brodie, BB; Axelrod J. The fate of acetanilide in man (англ.) // J. Pharmacol. Exp. Ther.?! : journal. — 1948. — Vol. 94, no. 1. — P. 29—38. — PMID 18885611. Архивировано 7 сентября 2008 года.
173. ↑  Flinn, Frederick B; Brodie B.B. The effect on the pain threshold of N-acetyl p-aminophenol, a product derived in the body from acetanilide (англ.) // J. Pharmacol. Exp. Ther.?! : journal. — 1948. — Vol. 94, no. 1. — P. 76—77. — PMID 18885618..
174. ↑  Brodie B.B., Axelrod J. The fate of acetophenetidin (phenacetin) in man and methods for the estimation of acetophenitidin and its metabolites in biological material (англ.) // J Pharmacol Exp Ther?! : journal. — 1949. — Vol. 94, no. 1. — P. 58—67.
175. ↑  A Festival of Analgesics. Дата обращения: 25 августа 2008. Архивировано из оригинала 15 июня 2010 года.
176. ↑  Американские власти защитили парацетамол — Лекарства : Нольтри / infox.ru. Дата обращения: 1 июля 2009. Архивировано 3 июля 2009 года.

## Документы
- Реестровая запись ФС-001754 : Парацетамол // Государственный реестр лекарственных средств. — Минздрав РФ, 2018. — 3 апреля.